# Баццания бутанская
Бацца́ния бута́нская (лат. Bazzania bhutanica) — вид мхов семейства Лепидозиевые (Lepidoziaceae) отдела Печёночные мхи (Marchantiophyta). Данный вид является эндемиком Бутана и растёт только на небольшой площади в южной части страны. Его природная среда обитания — субтропические или тропические сухие леса.
Вид подвергается угрозе исчезновения из-за утраты среды обитания, так как площадь обитания составляет всего 10 км².